# ده شهباز
ده عیسی شهباز روستایی در دهستان ادیمی بخش مرکزی شهرستان نیمروز استان سیستان و بلوچستان ایران است. بر پایه سرشماری عمومی نفوس و مسکن در سال ۱۳۹۰ جمعیت این روستا ۳۲۳ نفر (در ۸۴ خانوار) بوده است.